# I. e. 27
Évszázadok: i. e. 2. század – i. e. 1. század – 1. század
Évtizedek: i. e. 70-es évek – i. e. 60-as évek – i. e. 50-es évek – i. e. 40-es évek – i. e. 30-as évek – i. e. 20-as évek – i. e. 10-es évek – i. e. 1-es évek – 1-es évek – 10-es évek – 20-as évek
Évek: i. e. 32 – i. e. 31 – i. e. 30 – i. e. 29 –  i. e. 28 – i. e. 27 – i. e. 26 – i. e. 25 – i. e. 24 – i. e. 23 – i. e. 22

## Események

### Római Birodalom
- Caius Iulius Caesar Octavianust (hetedszer) és Marcus Vipsanius Agrippát (harmadszor) választják consulnak.
- Január 13: Octavianus formálisan minden hatalmat visszaad a szenátusnak. A szenátus a Princeps címet és az Augustus melléknevet adományozza neki (a Romulust elutasítja), valamint imperiumi jogköröket tíz évre. Augustus a birodalom első császára lesz, a Köztársaság formálisan is megszűnik és megkezdődik a principátus kora.
- A provinciákat császári (provinciae Caesaris) és szenátusi (provinciae Senatus et populi) provinciákra osztják. Létrehozzák Africa proconsularis és Achaea provinciákat, Krétát és Cyranaicát egyesítik, Hispania Ulteriort Baetica és Lusitania provinciákra választják szét. Galliát Gallia Aquitania, Gallia Belgica, Gallia Lugdunensis és Gallia Narbonensis részekre tagolják szét. Itália megtartja speciális státuszát, 11 régióra osztják és kivonják innen a légiókat.
- Augustus katonai reformot hajt végre. A légiók számát 26-ra csökkenti, létrehozza az ezerfős praetoriánus gárdát és a Classis Misenensist, az állandó császári hadiflottát.
- Egyiptomban egy földrengés ledönti III. Amenhotep templomát és a Memnón-kolosszusok közül az északit, amelynek romja innentől kezdve "énekel".
- Agrippa megkezdi a Pantheon elődjének építését.

### India
- Szimuka megdönti a Kanva-dinasztia hatalmát és megalapítja a Szátaváhana-dinasztiát.

## Születések
- Han Aj-ti, kínai császár

## Halálozások
- Marcus Terentius Varro, római író, költő

## Fordítás
- Ez a szócikk részben vagy egészben  a(z)   27 av. J.-C. című francia Wikipédia-szócikk ezen változatának fordításán alapul.  Az eredeti cikk szerkesztőit annak laptörténete sorolja fel. Ez a jelzés csupán a megfogalmazás eredetét és a szerzői jogokat jelzi, nem szolgál a cikkben szereplő információk forrásmegjelöléseként.